# Campeonato Sul-Mato-Grossense 2004
In 2004 werd het 26ste Campeonato Sul-Mato-Grossense gespeeld voor clubs uit de Braziliaanse staat Mato Grosso do Sul. De competitie werd georganiseerd door de Federação de Futebol de Mato Grosso do Sul en werd gespeeld van 7 maart tot 4 juli. CENE werd kampioen.

## Eindstand
| Plaats | Club         | Wed. | W  | G | V  | Saldo | Ptn. |
| ------ | ------------ | ---- | -- | - | -- | ----- | ---- |
| 1.     | CENE         | 18   | 16 | 0 | 2  | 72:18 | 48   |
| 2.     | Chapadão     | 18   | 15 | 3 | 0  | 46:14 | 48   |
| 3.     | Operário     | 18   | 11 | 4 | 3  | 42:23 | 37   |
| 4.     | Taveirópolis | 18   | 7  | 5 | 5  | 34:23 | 27   |
| 5.     | Comercial    | 18   | 7  | 4 | 7  | 29:29 | 25   |
| 6.     | Mundo Novo   | 18   | 5  | 5 | 8  | 22:28 | 20   |
| 7.     | Pantanal     | 18   | 6  | 0 | 12 | 24:53 | 18   |
| 8.     | Águia Negra  | 18   | 4  | 5 | 9  | 23:37 | 17   |
| 9.     | Coxim        | 18   | 1  | 1 | 12 | 17:41 | 7    |
| 10.    | União        | 18   | 1  | 3 | 14 | 16:58 | 6    |

|  | Kampioen, geplaatst voor Série C 2004 en Copa do Brasil 2005 |
|  | Geplaatst voor Série C 2004 en Copa do Brasil 2005           |
|  | Degradatie                                                   |

### Kampioen
| Campeonato Sul-Mato-Grossense de 2004 |
| Mato Grosso do Sul                    |
| ------------------------------------- |
| CENE Kampioen (2° titel)              |